# Fastighets Aktiebolaget Brostaden
Fastighets Aktiebolaget Brostaden är ett svenskt fastighetsbolag som specialiserar sig på att förvalta och utveckla kommersiella fastigheter och är verksam i Storstockholm. Fastighetsbolaget har fastigheter med en sammanlagd area på omkring 649 000 kvadratmeter (m2) och till ett värde av nästan 7,5 miljarder SEK.
De ägs till 100% av Castellum Aktiebolag.